# بلکناپ (مونتانا)
بلکناپ (به انگلیسی: Belknap) شهری در ایالت مونتانا کشور ایالات متحده آمریکا است که جمعیت آن در سرشماری سال ۲۰۱۰ میلادی، ۱۵۸ نفر بوده‌است.